# Уильямс, Честер
Честер Морни Уильямс (англ. Chester Mornay Williams; 8 августа 1970 — 6 сентября 2019) — южноафриканский регбист, выступавший на позиции винга. Он был единственным чернокожим игроком состава сборной ЮАР, выигравшего чемпионат мира 1995 года, а на самом чемпионате он занёс четыре попытки в четвертьфинале, отыграв полуфинальный и финальный матчи. В Кубке Карри он выступал за команду «Уэстерн Провинс». После завершения игровой карьеры работал тренером национальной сборной по регби-7, тренировал сборные Уганды и Туниса, а также команду «Тимишоара» и команду университета Западно-Капской провинции.

## Игровая карьера
Карьера Уильямса началась после падения апартеида, в 1991 году, когда он выступал за команду «Уэстерн Провинс» и играл там до 1998 года. В 1999 году в составе клуба «Голден Лайонз» он выиграл Кубок Карри. Дебютную игру за сборную ЮАР провёл 13 ноября 1993 года против Аргентины в Буэнос-Айресе, которая завершилась победой «Спрингбокс» со счётом 52:23, и в той же игре Честер занёс попытку. Изначально он был включён в заявку сборной на домашний чемпионат мира 1995 года, однако из-за травмы был исключён из состава, но лишь на время. В четвертьфинале против сборной Самоа Честер снова попал в заявку команды и продемонстрировал всю свою мощь, занеся четыре попытки самоанцам. Также он сыграл в полуфинале против Франции и в финале против Новой Зеландии, в котором южноафриканцы победили со счётом 15:12.
Чернокожий Уильямс с ростом 174 см и весом 84 кг по прозвищу «Чёрная жемчужина» стал первым игроком не белого происхождения, вошедшим в состав «Спрингбокс» на чемпионатах мира, но не первым в истории не белым игроком сборной ЮАР: в начале 1980-х годов в сборной играли Эррол Тобиас и Эврил Уильямс (дядя Честера). В связи с политикой апартеида вплоть до 1992 года в ЮАР были отдельные регбийные союзы, управляемые белыми, чёрными и цветными.
В связи с травмами колена, полученными в 1996 и 1997 годах, Уильямс завершил игровую карьеру в сборной слишком рано: 26 ноября 2000 года в Кардиффе состоялся матч между ЮАР и Уэльсом, который стал последним для Уильямса в регбийке сборной. Всего Честер Уильямс сыграл 27 матчей в составе «Спрингбокс», набрав 70 очков благодаря 14 попыткам. Помимо победы в Кубке мира 1995 года, в активе Уильямса оказался также и Кубок трёх наций 1998 года, где Честер сыграл два матча, выйдя на замену.

### Матчи за сборную
| Номер | Противник      | Счёт  | Позиция  | Попыток | Дата            | Место                            |
| ----- | -------------- | ----- | -------- | ------- | --------------- | -------------------------------- |
| 1     | Аргентина      | 52:23 | винг     | 1       | 13 ноября 1993  | Феррокарриль Оэсте, Буэнос-Айрес |
| 2     | Англия         | 15:32 | винг     |         | 4 июня 1994     | Лофтус Версфельд, Претория       |
| 3     | Англия         | 27:9  | винг     |         | 11 июня 1994    | Ньюлендс, Кейптаун               |
| 4     | Новая Зеландия | 14:22 | винг     |         | 9 июля 1994     | Кэрисбрук, Данидин               |
| 5     | Новая Зеландия | 9:13  | винг     |         | 23 июля 1994    | Атлетик Парк, Веллингтон         |
| 6     | Новая Зеландия | 18:18 | винг     |         | 6 августа 1994  | Иден Парк, Окленд                |
| 7     | Аргентина      | 42:22 | винг     | 1       | 8 октября 1994  | Бут Эразмус, Порт-Элизабет       |
| 8     | Аргентина      | 46:26 | винг     | 1       | 15 октября 1994 | Эллис Парк, Йоханнесбург         |
| 9     | Шотландия      | 34:10 | винг     | 1       | 19 ноября 1994  | Маррифилд, Эдинбург              |
| 10    | Уэльс          | 20:12 | винг     | 1       | 26 ноября 1994  | Кардифф Армс Парк, Кардифф       |
| 11    | Самоа          | 60:8  | винг     | 2       | 13 апреля 1995  | Эллис Парк, Йоханнесбург         |
| 12    | Самоа          | 42:14 | винг     | 4       | 10 июня 1995    | Эллис Парк, Йоханнесбург         |
| 13    | Франция        | 19:15 | винг     |         | 17 июня 1995    | Кингс Парк, Дурбан               |
| 14    | Новая Зеландия | 15:12 | винг     |         | 24 июня 1995    | Эллис Парк, Йоханнесбург         |
| 15    | Италия         | 40:21 | винг     |         | 12 ноября 1995  | Олимпийский стадион, Рим         |
| 16    | Англия         | 24:14 | винг     | 2       | 18 ноября 1995  | Туикенем, Лондон                 |
| 17    | Австралия      | 14:13 | запасной |         | 18 июля 1998    | Субиако Овал, Перт               |
| 18    | Новая Зеландия | 13:3  | запасной |         | 25 июля 1998    | Атлетик Парк, Веллингтон         |
| 19    | Канада         | 51:18 | запасной |         | 10 июня 2000    | Бэзил Кеньон, Ист-Лондон         |
| 20    | Англия         | 18:13 | запасной |         | 17 июня 2000    | Лофтус Версфельд, Претория       |
| 21    | Англия         | 22:27 | запасной |         | 24 июня 2000    | Фри-Стейт, Блумфонтейн           |
| 22    | Австралия      | 23:44 | запасной |         | 8 июля 2000     | Колониал, Мельбурн               |
| 23    | Новая Зеландия | 46:40 | винг     | 1       | 19 августа 2000 | Эллис Парк, Йоханнесбург         |
| 24    | Австралия      | 18:19 | винг     |         | 16 августа 2000 | Кингс Парк, Дурбан               |
| 25    | Аргентина      | 37:33 | винг     |         | 12 ноября 2000  | Ривер-Плейт, Буэнос-Айрес        |
| 26    | Ирландия       | 28:18 | винг     |         | 19 ноября 2000  | Лэнсдаун Роуд, Дублин            |
| 27    | Уэльс          | 23:13 | запасной |         | 26 ноября 2000  | Миллениум, Кардифф               |

## Личная жизнь
В 2002 году Честер Уильямс выпустил свою биографию под простым названием «Честер» (англ. Chester), в которой утверждал, что некоторые игроки чемпионского состава 1995 года (например, Джеймс Смолл) отпускали в его адрес расистские шутки. Уже много позже Уильямс разъяснил, что в сборной никто не опускался до оскорблений, так как там царила атмосфера веселья и дружелюбия; все перепалки возникали только в национальном чемпионате или Кубке Карри, если игроки выступали друг против друга.
В 2009 году Клинт Иствуд снял фильм «Непокорённый» о чемпионате мира 1995 года и о преодолении Южной Африкой эпохи апартеида. Роль Честера Уильямса сыграл ещё один южноафриканский регбист, Макнил Хендрикс (его лицо также было изображено на борту самолёта авиакомпании SAA). В фильме было показано, как чернокожие дети восхваляли Уильямса как своего кумира в регби, хотя журналист Джон Карлин сомневался в достоверности этого эпизода, так как Честер Уильямс называл себя не «чернокожим» (англ. black), а скорее «цветным» (англ. coloured). Также Карлин писал, что Марк Эндрюс, владевший языком коса, привлекал внимание городка Звиде куда больше, чем Уильямс. Уильямс и его друг Рудольф де Ве (тренер по регби, проживающий в Дубае) были консультантами, которые обучали актёров регбийному мастерству; среди подопечных Уильямса был и сыгравший главную роль Мэтт Деймон.
Уильямс дважды участвовал в эстафете Олимпийского огня в ЮАР: в преддверии Олимпиады в Афинах и Олимпиады в Рио-де-Жанейро. В 2010 году он участвовал в велогонке на горных велосипедах Cape Epic вместе с некоторыми бывшими игроками, участвовавшими в соревновании Untamed African MTB Race.

## Тренерская карьера
В 2001 году Честер Уильямс был назначен главным тренером сборной по регби-7, которая в 2002 году завоевала на играх Содружества бронзовую медаль, а в сезоне Мировой серии 2001/2002 стал серебряным призёром. С командой он работал до 2003 года. Не обладая опытом работы с командами по регби-15, Честер вошёл в число кандидатов на пост тренера сборной ЮАР после отставки Рудольфа Страули, однако эту должность занял Джек Уайт в 2004 году. В том же году Уильямса назначили тренером клуба «Кэтс» из Супер 12, однако в июле 2005 года он был отправлен в отставку из-за неудовлетворительных результатов: команда проиграла почти все матчи, выиграв всего одну встречу, и заняла предпоследнее место в сезоне Супер 12 2005 года. В 2006 году Уильямс был назначен главным тренером второй сборной ЮАР и параллельно некоторое время проработал в сборной Уганды. С 7 сентября 2006 года он был тренером клуба «Мпумаланга Пумас» в Кубке Карри, заключив двухлетний контракт с клубом, но в середине 2007 года ушёл в отставку. В 2008 году он боролся за место главного тренера сборной ЮАР во второй раз, но проиграл конкуренцию Питеру де Вильерсу.

## Вне игровой карьеры
В 2004 и 2016 годах Честер Уильямс участвовал в эстафетах олимпийского огня Игр в Афинах и Рио-де-Жанейро.
В последние годы Уильямс работал главным тренером команды университета Западно-Капской провинции, участвовавшей в студенческом первенстве ЮАР и выигравшей Щит Варсити (англ. Varsity Shield) в 2017 году.
Честер Уильямс скончался 6 сентября 2019 года в возрасте 49 лет от сердечного приступа. Уильямс стал четвёртым по счёту умершим игроком-чемпионом мира 1995 года: до него умерли Рубен Крюгер, Йост ван дер Вестёйзен и Джеймс Смолл (умер за 2 месяца до кончины Уильямса).